# Gunnm
Autre
Gunnm (銃夢, Ganmu, littéralement « rêve d'une arme »)   est une série de seinen manga de Yukito Kishiro prépubliée entre 1990 et 1995 dans le magazine Business Jump de l'éditeur Shūeisha et compilée en neuf volumes. En 2010, à la suite d'un désaccord avec son éditeur, Kishiro transfère Gunnm ainsi que l'ensemble de ses œuvres chez l'éditeur Kōdansha. La version française est publiée en intégralité par Glénat entre 1995 et 1998 dans la collection « Akira »
L'histoire de Gunnm est une dystopie basée sur une catastrophe naturelle due à la collision d'une météorite avec la Terre, amenant l'humanité au bord de l'extinction. Le monde se divise alors entre Zalem, une ville suspendue réservée à une élite et Kuzutetsu, la terre qui lui sert de « décharge », où l'humanité survit dans la violence. Cette histoire raconte la renaissance d'une cyborg amnésique nommée Gally, qui va chercher un sens à sa vie.
Gunnm est la première série de l'auteur et également celle qui le révèle au Japon. Il s'agit également d'un des premiers mangas exportés avec succès en Occident. Œuvre nourrie par la science-fiction, Gunnm aborde au travers de son héroïne cyborg la question de l'identité, de l'humanité, et imagine les dérives sociales d'une telle science.
Les deux premiers tomes de Gunnm sont adaptés sous la forme de deux OAV en 1993 et commercialisés en français sous format VHS en 1995. Le manga connait également une suite alternative, Gunnm Last Order, publiée entre 2000 et 2014, ainsi qu'une troisième série, Gunnm Mars Chronicle, entre octobre 2014 et mars 2025. L'univers de Gunnm est également enrichi par un roman sorti en 1997, par le jeu vidéo Gunnm Kasei no kioku sorti en 1998 ainsi que par deux mangas inspirés de l'histoire principale, le one shot Ashman et le recueil d'histoires courtes Gunnm Other Stories, sortis respectivement en 1997 et en 2007 et un film live intitulé Alita: Battle Angel, réalisé par Robert Rodriguez et produit par James Cameron, avec Rosa Salazar dans le rôle-titre, sorti le 13 février 2019.

## Trame

### Univers
L'histoire de Gunnm est une dystopie prenant place sur une Terre ravagée après la collision d'une météorite à sa surface. Malgré tout, l'humanité survit et se réorganise entre la mystérieuse cité suspendue dans le ciel, Zalem, et Kuzutetsu, le bidonville né des déchets de la cité.
Dans Gunnm, une grande partie de l'histoire se déroule dans la décharge. Peuplée des humains survivants, beaucoup d'entre eux ont eu recours à la cybernétique pour s'améliorer. Il s'agit d'une ville violente, à l'image de ses distractions : le motorball, course extrême mêlant vitesse et combats, et le Colisée, une arène où les opposants cyborg s'affrontent jusqu'à la mort. Dans Kuzutetsu, tout s'achète, offrant une place prépondérante au marché noir et à la pègre.
Zalem assure sa suprématie économique et politique sur la décharge par le biais des usines. Elles servent d'interface avec la cité afin de récupérer les ressources nécessaires à son fonctionnement. Elles font également office de police au sein de la décharge. Particulièrement répressives, elles appliquent strictement les lois de Zalem dont la seule réponse aux crimes est la mort, sans autre forme de procès. Pour cela, elles ont recours aux Hunter-Warriors, des citoyens de la décharge enregistrés dans les usines en tant que chasseurs de primes, autorisés et récompensés à tuer les criminels aux yeux de Zalem.

### Personnages
Gally (ガリィ, Garī)Une tête de cyborg en bon état est trouvée par le docteur Daisuke Ido qui la répare. Elle renaît donc à Kuzutestu, dans la décharge, amnésique ; mais son instinct guerrier resurgit rapidement ainsi que des bribes de son passé. Gally n'est pas l'innocente jeune fille rêvée par Ido, dont elle s’émancipe rapidement afin de trouver un sens à sa vie. Combattante absolue, son corps cybernétique est une enveloppe qui mue à l'occasion. Son arme de prédilection est sa lame de Damas qu'elle reçoit durant la période où elle est motorballeuse ; couplée avec le Panzer Kunst, un art martial pour cyborg très ancien venant de Mars, cette lame fera d'elle l'une des guerrières les plus puissantes de ce monde. Elle traversera plusieurs périodes de sa vie où sa vision du monde pourra changer et découvrira des sentiments forts qui la pousseront à faire des choix qui détermineront son futur, et de par ces actions et sa façon de penser, elle paraît plus humaine dans son corps de cyborg que certaines personnes en chair et en os.
Daisuke Ido (イド・ダイスケ, Ido Daisuke)Ido est docteur en cybernétique et possède un atelier de mécanique dans le secteur Est de Kuzutetsu ; il est également enregistré en tant que Hunter-Warrior. Cet ancien habitant de Zalem est un homme fondamentalement bon, bien qu'il possède une part d'ombre,,. Après avoir réparé Gally, la relation père/fille qui s'installe constitue une part importante de l'histoire. Après l'histoire avec Yugo, Gally disparaît et Ido la recherche partout jusqu'à la trouver sur les circuits du motorball.
Zapan (ザパン)Zapan est un Hunter-Warrior qui fréquente régulièrement un bar de Kuzutetsu qui sert de repaire aux chasseurs de primes, le « Kansas » ; Zapan s'y trouve lorsqu'Ido et Gally viennent chercher de l'aide pour combattre Makaku. Jugé trop dangereux, personne ne veut s'y risquer. Alors qu'Ido fait appel à leur solidarité, Zapan explique que ce n'est pas un boulot pour un « pro », ce qui énerve Gally qui prend toute la salle à partie et déclenche une bagarre humiliante par la différence de puissance. Rancunier, Zapan tentera d'assouvir sa vengeance à plusieurs reprises. Il dénonce Yugo aux usines afin que sa tête soit mise à prix et piéger Gally, qui en est amoureuse ; le guet-apens échoue mais Zapan s'entête et tente de voler la proie de Gally, il sera blessé grièvement au visage. Zapan refait sa vie avec Sara mais un jour il voit l'annonce du combat de Jashugan contre Gally et devient fou, décapitant sa compagne au passage, et repart assouvir sa vengeance. Gally et Murdock, le père de Sara, traquent Zapan et l'achèvent.
Desty Nova (ディスティ・ノヴァ, Desty Nova)C'est un savant fou épris de nano-technologie et de flan. Il utilise son savoir pour inventer des nano-robots qu'il injecte dans son corps et qui lui procurent une incroyable capacité de régénération. Il est, comme Ido, un ancien habitant de Zalem. Il fut rayé du cercle des professeurs et envoyé à la surface de la Terre après avoir mené des expériences illégales.

### Synopsis
Parcourant la décharge, Daisuke Ido découvre une tête de cyborg encore intacte parmi les débris et décide de la sauver. Ido est un « docteur en cybernétique », il répare les cyborgs endommagés dans son atelier de Kuzutetsu, ville poubelle au-dessus de laquelle flotte Zalem, la mystérieuse cité volante. À son réveil, le cyborg n'a aucun souvenir. Ido l'appelle Gally et l'adopte, lui offre un nouveau corps mécanique et la traite comme sa propre fille. Afin de lui donner le meilleur, Ido a besoin d'argent. Il reprend alors discrètement son travail de « Hunter Warrior ».
Gally, innocente aux yeux d'Ido, sera en butte à la violence et retrouvera certaines sensations de son passé, redécouvrant son talent pour le combat. En affrontant de nombreux adversaires et en se lançant dans l'aventure, Gally combat avant tout pour son humanité.

## Analyse de l'œuvre

### Création de l'œuvre
Gunnm est la première série de Yukito Kishiro, créée dans le but d'aborder « le thème de l'introspection d'un cyborg et le concept de survie dans un monde apocalyptique ». L'auteur a construit Gunnm autour de deux thèmes récurrents dans ses œuvres : le « mode obscur » qui « fait allusion aux aspects sombres de la vie » et le « mode glorieux » qui « fait allusion à la bonté de la nature humaine ». Pour Kishiro, la série Gunnm est unique car elle oppose ces deux aspects totalement différents de son univers de fiction, en créant des « personnages en quête d'humanité dans un monde sombre ».
En 1990, l'éditeur Shūeisha demande à Kishiro de produire une histoire courte pour une compilation spéciale de mangas prévue pour l'automne suivant. À l'époque, Kishiro est en train de travailler sur son plus long one shot manga, Reimeika, dont l'un des personnages secondaire est une cyborg officier de police du nom de Gally, que l'éditeur M. Tomita lui suggère de réutiliser pour ce projet. Avec cette histoire courte de 31 pages, Kishiro pose les premières bases de Gunnm et crée son personnage principal Gally, qui se révélera très différente de son homonyme de Reimeika,,, l'auteur réutilisant néanmoins les motifs métalliques sur les joues de cette dernière.
Finalement, en novembre 1990, Shūeisha propose à Kishiro de faire de son histoire courte une série. Il en adapte l'histoire pour être compatible avec ce nouveau format en y incluant, notamment, la cité Zalem. La publication commence dans le magazine bimensuel Business Jump de Shūeisha en novembre 1990. Durant l'écriture de Gunnm, Kishiro reprend d'autres éléments d'anciennes histoires courtes : le rêve d'ascension de Yugo vers Zalem est déjà évoqué dans la nouvelle Hito, tandis que Kaiyōsei et Dai Mashin évoquent tous deux la folie engendrée soit par la peur de l'inconnu soit par la découverte de la vérité.
En février 1994, un événement dont les circonstances n'ont pas été expliquées par l'auteur, marque sa vie personnelle de manière physique et mentale, le rendant incapable de poursuivre la série encore inachevée. Par sentiment de responsabilité envers son lectorat, il décide de continuer la publication, mais le rythme diminue pour devenir mensuel. Pendant l'été 1994, il déclare qu'il ne pourra pas continuer à dessiner Gunnm sur une longue période et annonce la fin prématurée de la série pour le début de l'année suivante, abandonnant l'axe spatial de l'histoire de Gally qu'il avait déjà imaginé. Au printemps 1995, une nouvelle fin est créée et l'auteur publie le dernier chapitre de la série, clôturant ainsi Gunnm. En août 1995 sort un numéro spécial du magazine Business Jump comportant une vue d'ensemble de l'œuvre intitulée Guncyclopedia.
Yukito Kishiro ne perd pas de vue sa série et il commence à travailler en automne 1995 sur un projet de jeu vidéo de rôle afin de donner vie à son « regretté épisode spatial ». Au printemps 1996, le magazine Jump Novel le sollicite pour la réalisation d'illustrations destinées à un roman inspiré de Gunnm. De fin 1996 à 1997, il complète l'univers de la série en publiant trois histoires courtes. Avec un an de retard, le jeu vidéo de rôle de Yukito Kishiro est finalement commercialisé en 1998 sous le nom Gunnm Kasei no kioku (銃夢 ～火星の記憶～, litt. Gunnm : Mémoires de Mars).
Fin 1998, Shūeisha commence une nouvelle édition de Gunnm en six volumes, nommée Gunnm gōka-bun (Gunnm Complete Edition). Cette réédition est l'opportunité pour l'auteur de reprendre la série : il transforme le chapitre de clôture de l'édition originale en une ouverture vers son « épisode spatial »,. Yukito Kishiro publie dans le numéro de décembre 2000 du magazine Ultra Jump le premier chapitre de sa nouvelle série Gunnm Last Order offrant à Gally son aventure spatiale.

### Réception et critiques
À sa sortie au Japon, Gunnm « choque les esprits ». Il devient un best-seller au Japon et s'exporte rapidement à l'étranger où il rencontre le succès, comme en France et aux États-Unis. D'ailleurs, il est l'un des premiers mangas à être exporté avec succès en Occident, où sa violence graphique alimente l'argumentaire des détracteurs du manga, tandis que ses défenseurs soulignent la valeur philosophique de l'œuvre.
Jason Thompson (en) attribue à Gunnm la note maximum de quatre étoiles dans son recueil de critiques de mangas, Manga: The Complete Guide. Il décrit la série comme une « aventure cyberpunk intense et furieusement créative […] regorgeant de concepts de science-fiction audacieux et de scènes poignantes ». Il salue également le rythme de l'œuvre, mais par-dessus tout, il met en avant son intemporalité, « pouvant autant être appréciée aujourd'hui qu'à sa sortie ».
Le manga figure dans l'ouvrage Les 1001 BD qu'il faut avoir lues dans sa vie. L'auteur de la fiche, Simon Ward, souligne le contraste entre « la violence graphique et gore et la grâce angélique d'Alita » : « Le monde est gris, oppressant, et le pouvoir y appartient aux plus développés sur le plan technologique. En dépit de cette noirceur, l'histoire recèle des moments de tendresse et de beauté […] ». Ward conclut qu'« en dépit des stéréotypes de la science-fiction, l'histoire est celle d'une jeune fille qui grandit et tente de trouver sa place ». La série est également citée dans l'ouvrage Guide des mangas : Les 100 séries indispensables où elle figure dans la catégorie « Manga pour les garçons - à partir de 15 ans » : pour Anthony Prezman, « très inspiré par l'ambiance sordide du Blade Runner de Ridley Scott, Gunnm est traversé de phases de violence inouïe (cyborgs mangeurs de cerveaux, mutilations) et d'instants de pure poésie ». Enfin, dans Chronique de Player One, la série est présentée comme étant « l'un des mangas les plus fascinants des années 90 ».
Concernant la qualité graphique de l'œuvre, Elisabeth Paul-Takeuchi souligne « la finesse graphique avec laquelle Kishiro caresse son héroïne », tandis que Jason Thompson met en avant un « dessin incroyablement détaillé ». Dans Chronique de Player One, Alain Kahn et Olivier Richard saluent la qualité des illustrations qu'ils jugent « bouleversantes », notamment la double page d'introduction présentant Gally en « cyborg, ailée comme un ange, son thorax déchiré qui dévoile un organisme inhumain, tent[ant] de s'extraire d'une décharge ».
Par comparaison, l'adaptation en OAV reçoit un accueil mitigé. En effet, Jonathan Clements et Helen McCarthy présentent ces OAV comme n'étant « pas particulièrement originaux ». Tout d'abord, ils voient en eux une simple transposition du film Boyz N the Hood (1991) où la cybernétique prend la place de la drogue et où la décharge prend celle d'un ghetto de Los Angeles. De plus, ils considèrent que le manga Grey (en) (1985-1987) offre une approche plus intéressante d'un monde post-apocalyptique dans lequel chacun doit payer pour améliorer son statut social. Enfin, Shin'ichi Hoshi décrivait déjà en 1970 dans sa nouvelle Hey! Come On Out une race céleste utilisant la Terre comme décharge. Ainsi, ils attribuent la popularité aux États-Unis de Battle Angel dans le début des années 1990 à l'engouement de cette époque des visionneurs d'anime pour la série Ken le Survivant.
Selon le site internet francophone manga-news.com, cette adaptation est une déception. Ils attribuent cet échec au fait que l'adaptation ne comprend que deux épisodes et qu'ils ont été réalisés alors que la série n'en était qu'à ses débuts, couvrant uniquement les deux premiers tomes. De ce fait, il en résulte une « intrigue réductrice » manquant d'intensité avec des personnages peu développés, contrastant avec l'univers riche et les combats intenses du manga. Cependant, ils saluent la qualité du character design de Nobuteru Yūki qui « colle étonnamment bien à l'univers de Gunnm ».
Yukito Kishiro et l'univers de Gunnm sont à l'honneur du Festival d'Angoulême 2020, notamment à travers l'exposition Gunnm, L'ange mécanique présentant près de 150 originaux,.

### Influences et thèmes abordés
Yukito Kishiro revendique l'influence du cinéma de science-fiction qui a marqué son enfance, notamment Star Wars qui lui a fait connaître le terme de « science-fiction » et lui a fait prendre conscience de son potentiel : « je regardais beaucoup de séries télévisées ou de dessins animés qui mettaient en scène des hommes de sciences, en rapport à l'environnement. J'aimais en particulier les histoires où des scientifiques utilisaient leur savoir à mauvais escient ».
La « naissance » de Gally des mains d'Ido évoque le film La Fiancée de Frankenstein, et son apparence « biomécanique » fait référence à la créature Alien de Hans Ruedi Giger. L'univers post-apocalyptique de Kuzutetsu, où se côtoient humains et cyborgs, évoque la ville futuriste de Los Angeles décrite dans le film Blade Runner de Ridley Scott, tandis que Zalem, le « paradis » suspendu fonctionnant grâce au travail des habitants de Kuzutetsu, fait allusion à Metropolis. Également, l'ambiance très violente de l'œuvre rappelle celle d'Orange mécanique de Stanley Kubrick,. Le motorball, sport violent au cours duquel plusieurs cyborgs s'affrontent pour remporter une course en possession d'une sphère métallique, rappelle le film Rollerball de Norman Jewison.
Pour créer l'univers de Gunnm, Yukito Kishiro puise dans les thèmes de la science-fiction, en abordant notamment la nanotechnologie, par laquelle l'homme s'hybride à la machine pour se rapprocher de l'immortalité. L'auteur pose une vision noire du futur, en explorant notamment les dérives de l'évolution de cette science, ainsi que son impact au niveau social et individuel. En effet, à l'ère de la cybernétique, le corps, totalement interchangeable, n'est plus un moyen de distinction ; seul le cerveau, unique et irremplaçable, définit l'individu. Antonio Domínguez Leiva considère que cette localisation du « soi », conçu à la fois comme « identité sociale et comme principe spirituel », constitue une affirmation de la « symbolique cartésienne ». La tête de Gally reste donc le siège de son identité, et ce malgré son amnésie, leitmotiv du cyberpunk.

Yukito Kishiro s'oppose néanmoins à la génération précédente de mangakas et de leurs œuvres de science-fiction, tel que Cyborg 009 de Shōtarō Ishinomori : 

« il s'agissait d'humains transformés en cyborgs par une société secrète pour conquérir la planète. Moi, quand je suis né, le Japon était déjà en pleine croissance économique, les montagnes étaient rasées pour faire des zones industrielles. Je n'avais pas d’élément de comparaison, pas de nostalgie du passé. Le Japon était déjà « transformé », dépendant de l'électricité, comme aujourd'hui nous sommes dépendants de l'Internet. Personne n'imagine vivre sans. Nous sommes donc tous déjà des cyborgs d’une certaine manière, quelle est alors la part d’humanité qui nous reste ? Gunnm est né de cette réflexion, et le paradoxe est que j'explore cette humanité à travers le destin de cyborgs. »

Le personnage de Gally est également mis en parallèle avec le travail de Donna Haraway, et notamment son essai Manifeste Cyborg : Science, technologies et féminisme socialiste à la fin du XXe siècle (1984) où elle décrit le cyborg comme « une utopie politique et ironique abolissant l'opposition homme/femme ». Selon Bouthavy Suvilay, si cette représentation du cyborg telle qu'elle est décrite dans la fiction contemporaine, et notamment dans la culture japonaise, semble être bel et bien utopique, Gally est « la seule héroïne à réellement dépasser les stéréotypes sexuels ». Avec peu de place dans le développement de son histoire à sa vie amoureuse, Gally s'affirme avant tout au travers du combat. D'ailleurs, dans Gunnm Last Order, un de ses clones, Sechs, choisit délibérément un corps d'homme, « montr[ant] que le corps sexué n'est pas ce qui garantit l'identité d'un individu ». Jean-Marie Bouissou exploite quant à lui la définition de Donna Haraway où le cyborg est décrit comme un « au-delà postmoderne de l'humanité », à même de dépasser les limites physiques et psychologiques de l'être humain. Il oppose cette vision « glorifiée » du cyborg à la représentation pessimiste de celui-ci dans l'imaginaire japonais. Pour illustrer ses propos, il prend notamment pour exemple Gally, héroïne malheureuse qui « perd ses amis, ses amours et tous les combats qui comptent pour elle », et ce malgré une hybridation à la machine qui devrait la rendre à priori sans limite.
Gunnm aborde des thèmes comme la recherche d'humanité, les inégalités sociales et la lutte pour la survie. Chrysoline Canivet-Fovez déclare que « Gunnm regroupe donc tous les poncifs des œuvres où la machine, pouvant être conçue comme une arme mortelle, renferme la capacité spécifique aux êtres vivants de désirer et son principal souhait n'est autre que de posséder une humanité ». À la fin du récit, Gally renaît sous forme humaine grâce à l'amour et son désir d'humanité, et acquiert finalement une âme, à la manière de Pinocchio. Gally représente l'élément perturbateur n'acceptant pas les inégalités sociales et la dualité entre la ville décharge de Kuzutetsu et la cité de Zalem.
Jean-Marie Bouissou voit dans Gunnm une transposition, inconsciente ou non, de l'histoire du Japon, de son ouverture à l'international durant l'ère Meiji jusqu'à la fin du XXe siècle. Dans cette fable, la cité de Zalem et ses habitants blancs aux noms anglo-saxons représentent le « monde développé blanc » qui exerce sa domination sur le reste du monde, le peuple métissé et cyborg de la Décharge. Au sein de ce peuple métissé, différentes facettes du peuple japonais sont représentées au travers des personnages de Ido, Gally et Kaos-Den. Au cœur du récit, Gally représente le parcours du Japon de cette époque. Ainsi, dans sa quête d'identité, elle suit différentes phases de développement. Elle est tout d'abord « agresseur de ses voisins » (chasseuse de primes), puis « vainqueur de la compétition économique » (championne du motorball), « allié des États-Unis » (mercenaire de Zalem) avant de découvrir son identité : elle est Yōko (patronyme japonais), guerrière vaincue.

## Médias

### Manga
Prépubliée par Shūeisha dans le bimensuel Business Jump entre novembre 1990 et mars 1995, la série sort au Japon en neuf volumes reliés au format poche entre septembre 1991 et juillet 1995. Une deuxième édition sort en six volumes en grand format dans l'édition Complete Edition entre décembre 1998 et août 2000. Pour cette édition, chacune des couvertures est réalisée grâce à un modeleur 3D (voir Images Externes). Le dernier tome de cette édition est commercialisé avec un OAV de trois minutes en animation 3D intitulé Gunnm: 3D Special (銃夢-3Dスペシャル) mettant en scène une course de motorball sur une musique de Den intitulée Water Blonde. Cette édition est également l'occasion pour l'auteur de modifier la fin de sa série, en vue d'une meilleure continuité avec sa future suite, Gunnm Last Order,. Elle est également agrémentée de divers bonus et histoires courtes.
Une troisième édition en sept tomes est publiée par Shūeisha entre juin et décembre 2010,, malgré un désaccord opposant l'auteur et l'éditeur. Shūeisha perd alors les droits de la série fin 2010 au profit de Kōdansha qui récupère toutes les œuvres de l'auteur. Une quatrième édition en neuf volumes voit donc le jour en janvier 2014,, à la suite de ce changement.

Logo-titre apparaissant sur la couverture des réimpressions de l'édition française en neuf volumes.

En francophonie, la maison d'édition Glénat, après s'être focalisée sur la publication de mangas déjà connus sur petit écran par leurs adaptations anime comme Dragon Ball, Ranma ½ ou encore Sailor Moon, doit faire face à la concurrence de la nouvelle maison d'édition spécialisée dans le manga, Tonkam, ou encore du magazine Manga Player, précurseur de Pika Édition ; elle décide de publier elle aussi des séries inédites, en commençant par Gunnm. La série est ainsi distribuée en français à partir de 1995 dans la collection « Akira » et participe à l'essor du manga en France. Glénat propose également, entre mai 1996 et février 1998, la vente en kiosque du manga sous forme de livrets mensuels au format poche contenant deux à trois chapitres, pour un total de vingt-deux numéros,.
Il existe trois éditions en langue française publiées dans le sens de lecture occidental. La première édition est publiée entre 1995 et 1998 en neuf volumes au format poche,. Un coffret regroupant l'intégralité des neuf tomes est publié en novembre 1999. Lors des réimpressions suivantes, Gunnm se dote d'une deuxième édition pourvue d'une jaquette amovible et d'un nouveau logo. Une troisième édition en grand format basée sur la version japonaise en six volumes Complete Edition est publiée entre 2000 et 2002. En 2010, Glénat perd les droits de la série du fait du changement d'éditeur japonais et doit détruire près de 100 000 volumes des œuvres de Kishiro, avant d'obtenir à nouveau la licence de la part de Kōdansha en 2012. L'éditeur propose finalement une édition de l'œuvre originale dans le sens de lecture japonais à partir d'octobre 2016,.
Le manga est également publié, dans d'autres langues, sous le titre Battle Angel Alita en anglais en Amérique du Nord par l'éditeur Viz Communications en 1992,, en allemand par Carlsen Comics en 1996, en polonais par Japonica Polonica Fantastica (en) en 2003, en néerlandais par Glénat Benelux en 2007,. Enfin, il est édité sous le titre Gunnm: Alita, Ángel de Combate en espagnol par l'éditeur Planeta DeAgostini en 1993 et sous le nom Gunnm en finnois par Punainen jättiläinen (en) en 2006.

### Original animation video
En 1993, les deux premiers volumes du manga Gunnm sont adaptés en original animation video, Rusty Angel et Tears Sign, sortis respectivement les 21 juin et août 1993. Ils sont produits par Animate Film (en), supervisés par Rintarō et réalisés par Hiroshi Fukutomi, avec un scénario d'Akinori Endo, un character design de Nobuteru Yūki et une bande-son de Kaoru Wada. Yukito Kishiro intervient également sur l'adaptation. Dès le début du projet, il rencontre les membres de l'équipe responsable de Gunnm afin qu'il donne ses recommandations sur l'adaptation de l'histoire. Plus tard, alors que le script et les storyboards sont terminés, il offre ses impressions sur l'ensemble. Si certaines de ses recommandations n'ont pas été prises en compte, il reconnait qu'ils ont fait « du bon travail ».
Animate Film propose le projet d'adaptation tel quel, à savoir limité aux deux premiers volumes de Gunnm. Concernant ce format, Yukito Kishiro explique qu'il aurait pu attendre qu'une meilleure offre d'adaptation lui soit faite. Cependant, à l'époque, il était pleinement occupé à sortir sa première série (Gunnm). De ce fait, l'adaptation en anime n'était pas une priorité et il n'a pas pu réfléchir posément à ce projet. D'ailleurs, en 2005, il déclare qu'aucune adaptation en animation n'est d'actualité.
Les OAV sont disponibles en anglais en Amérique du Nord, distribués par ADV Films en 1999 et en italien, distribués par Granata Press (it). La version française, distribuée par Manga Mania ou Manga Vidéo, est commercialisée en une seule partie en VHS en 1995 et en DVD en 2001. L'OAV de Gunnm est un des premiers OAV distribués en France, au côté notamment de Appleseed et Dominion Tank Police.
Cette adaptation comporte quelques différences avec le manga. Makaku s'appelle Guryushika, n'est pas une création de Desty Nova et son histoire antérieure n'est pas traitée. Un personnage inédit créé par Rintarō fait son apparition, Shiren. Celle-ci est décrite comme une ancienne maîtresse d'Ido, travaillant désormais pour Vector,.

#### Doublage
Le doublage français des OAV est réalisé par le studio Start et dirigé par Dominique Bailly.
| Personnages | Doublage japonais   | Doublage français      |
| ----------- | ------------------- | ---------------------- |
| Gally       | Miki Itō            | Véronique Soufflet     |
| Daisuke Ido | Shunsuke Kariya     | Georges Caudron        |
| Yugo        | Kappei Yamaguchi    | Fabrice Josso          |
| Gōzu        | Kazuhiko Kishino    | Yves Barsacq           |
| Shiren      | Mami Koyama         | Marie-Christine Robert |
| Rasha       | Michitaka Kobayashi | Jean Barney            |
| Guryushika  | Ryūzaburō Ōtomo     | Bernard Métraux        |

#### Musique
Deux albums avec les différentes compositions des épisodes, Gunnm: Image Album et Gunnm: Another Story, sont sortis respectivement le 21 mai et le 21 juin 1993,.

## Produits dérivés

### Mangas

#### Ashman
Pour les articles homonymes, voir Ashman.
« 
Un chant poétique sur l'absolue détresse, la colère, et un peu d'espoir.
 »
— Yukito Kishiro, à propos de Ashman.
Ashman (灰者, Haisha) est un one shot manga dérivé de l'univers de Gunnm prépublié entre septembre 1995 et juillet 1996 dans le magazine Ultra Jump publié par Shūeisha. Il est relié et commercialisé au Japon en 1997, puis réédité en 2014 par Kōdansha. Il sort en version française chez Glénat en 1999 et est réédité en 2009, puis en 2020.
Face à l'engouement de ses lecteurs pour l'épisode où Gally est star du motorball, Yukito Kishiro décide d'écrire Ashman, one shot se déroulant dans le monde du motorball. Son histoire suit un de ses joueurs, Snev « Le Roi du Crash », en raison de ses accidents répétés et surtout de son incapacité à terminer une course.
L'auteur reconnait plusieurs influences dans ce manga. Graphiquement, il s'est inspiré du travail de Frank Miller et Taiyo Matsumoto, avec un noir et blanc fort en contraste. Le film L'Échelle de Jacob a quant à lui inspiré la structure de son scénario. Dans l'ouvrage DicoManga : Le dictionnaire encyclopédique de la bande dessinée japonaise, Stéphane Ferrand met en avant l'influence du film Rollerball réalisé par Norman Jewison en 1975. De plus, il explique que, tout comme dans le film de Norman Jewison, Yukito Kishiro explore « les dérives violentes [de ce sport] sous un angle politique et social ».

#### GunnmOther Stories
Gunnm Other Stories (銃夢外伝, Gunnm Gaiden, ou Gunnm Another Stories) est un recueil de quatre histoires courtes publié au Japon le 19 décembre 2007 chez Shūeisha, puis réédité par Kōdansha le 25 juillet 2014. Le recueil est disponible en français, publié en mai 2009 chez Glénat puis réédité en mai 2018, ainsi qu'en espagnol, disponible chez l'éditeur Planeta DeAgostini depuis 2010.
Ces histoires s'inscrivent dans l'univers de la série Gunnm et illustrent certains points de l'histoire ou encore un travail graphique spécifique. Seule la dernière histoire, Barjack Rhapsody, publiée en 2007, est inédite, les autres ayant été insérées dans les différents tomes de l'édition de Gunnm en grand format : Douce nuit, Le Doigt sonique et Origines (ou Borne 50) sont publiées respectivement dans les tomes no 1, no 3 et no 4 de l'édition grand format.
Douce Nuit raconte l'arrivée d'Ido dans la décharge, ses débuts en tant qu'Hunter-Warrior et comment il devient cyber-docteur. Yukito Kishiro souhaitait au travers de cette histoire développer le problème de conscience d'Ido en tant que médecin. Ainsi, ce qui devait être une histoire de seulement trente pages, devient une histoire « plus longue que prévu ». Douce Nuit est inspirée d'un de ses précédents travaux, Conte de noël écrit en 1989. Il en conserve le concept général, à savoir « la relation entre un cyborg géant et une jeune fille clonée » ainsi que le design du cyborg.
Le Doigt Sonique relate l'affrontement de Gally contre un combattant légendaire de Kuzutetsu. L'auteur réalise pour la première fois un manga avec des outils informatiques et teste différents effets graphiques, notamment sur la scène finale.
Enfin, Origines (ou Borne 50) relate l'histoire — quasiment dépourvue de dialogue — d'une borne rebelle qui tente de s'offrir une nouvelle vie et Barjack Rhapsody met en scène Koyomi, qui suit la piste d'une rumeur concernant le retour de Den et du Barjack.

#### GunnmLast Order
Une suite alternative à Gunnm, Gunnm Last Order, débute dans le magazine Ultra Jump de décembre 2000 publié par Shūeisha. La série est transférée en 2010 dans le magazine Evening de l'éditeur Kōdansha après des discussions non concluantes quant à la poursuite de la publication par Shūeisha. La série s'achève en janvier 2014 et est compilée en un total de dix-neuf tomes. La version française est publiée en intégralité par Glénat.
Avec Gunnm Last Order, Gunnm quitte le registre du cyberpunk pour le space opera. Ainsi, Gally quitte la Terre pour nous faire découvrir le système solaire, tel qu'il a évolué dans Gunnm.

#### Gunnm MarsChronicle
Une troisième série, Gunnm Mars Chronicle (銃夢火星戦記, Gunnm: Kasei senki, litt. Gunnm : Chroniques de la guerre martienne), débute en octobre 2014 dans le numéro 22 du magazine Evening de l'éditeur Kōdansha. Présentée initialement comme le dernier chapitre de l'aventure de Gunnm, elle raconte l'enfance de Gally sur Mars en compagnie de la jeune Erica. Pour célébrer la publication du premier chapitre de la nouvelle série de Kishiro, le magazine publie dans le même numéro un one-shot inédit, Mu-kai (霧界, litt. « Monde de brouillard »), écrit par l'écrivain de science-fiction Hirotaka Tobi (ja) et dessiné par Yukito Kishiro. La série prend fin le 11 mars 2025, avec l'annonce d'une nouvelle série à suivre cette même année. La version française est publiée par Glénat à partir d'octobre 2016.

### Jeu vidéo
En automne 1995, en parallèle de la réalisation des illustrations pour le roman Gunnm, Yukito Kishiro commence à échafauder les bases d'un jeu vidéo de rôle sur l'histoire « spatiale » de Gunnm qui n'avait pas été développée dans le manga. Il présente alors son projet à l'éditeur de jeux vidéo Banpresto et le jeu est développé par Yukito Products,. Intitulé Gunnm  no kioku (銃夢 ～火星の記憶～, litt. Gunnm : Mémoires de Mars), il est initialement conçu comme un jeu de rôle en 2D à fins multiples, avant de devenir un action-RPG en 3D, sur les conseils de l'équipe de développement, sur PlayStation. Prévu pour 1997, le jeu connait quelques problèmes au cours du développement et est finalement publié le 27 août 1998, au Japon uniquement,.
Le jeu propose d'incarner Gally et de revivre l'histoire du manga. L'aventure alterne des phases d'exploration dans Kuzutetsu et de combat. Le joueur évolue dans des décors entièrement en 3D, sans contrôle sur la caméra. Comme dans l'univers de Gunnm, le joueur peut faire des missions de Hunter-Warrior et, grâce aux primes en récompense, acheter des évolutions pour le corps cyborg de Gally. L'histoire est ponctuée par plusieurs mini-jeux pour diversifier les activités, notamment le motorball, ainsi que par l'apparition de boss issus de l'histoire originale (par exemple, le cyborg Makaku),. Le jeu vidéo a été l'occasion pour Yukito Kishiro d'offrir des éléments inédits au manga, comme la naissance de Gally, ou encore les origines de la Borne no 50 ainsi qu'une fin différente, plus proche de celle qu'il souhaitait pour le manga, avant son interruption. Ainsi, le jeu permet de découvrir pour la première fois, au travers de Gally, la station spatiale Jeru et les mystérieux membres du conseil de l'Échelle,, évoqués dans l'œuvre originale.
Le jeu est considéré comme fidèle au manga, à même de ravir les fans de la série,,. Il reçoit la note de 8/10 par le site internet américain GameSpot ainsi que par le site Ex: Magazine. Les magazines français Consoles + et Joypad lui attribuent respectivement la note de 88/100 et 7/10. Les graphismes sont soignés et les environnements reflètent bien l'univers de Gunnm, bien que cette qualité baisse sur la dernière partie du jeu. La caméra fixe ne porte pas préjudice au gameplay grâce à des plans choisis avec pertinence. Le principal défaut du jeu cité est son environnement sonore : les dialogues ne sont pas doublés,,, la qualité de la musique est « très inégale, les morceaux [pouvant] être géniaux ou médiocres », et certaines zones du jeu n'ont aucune musique de fond, les rendant mornes,. Les effets sonores sont cependant de bonne facture,.

### Roman
Quelques mois après la fin brutale de Gunnm, en automne 1995, Yukito Kishiro est contacté par Novel pour adapter Gunnm en roman. Il conseille alors pour l'écriture un ancien assistant qui avait travaillé avec lui sur Gunnm, Yasuhisa Kawamura, tandis que lui s'occupera des illustrations. Ainsi, le roman est prépublié de mars à août 1996 dans le magazine Jump Novel (ジャンプ小説, Jump shōsetsu). Il est ensuite publié en volume relié le 24 avril 1997 par Shūeisha dans la collection Jump J books,. Le roman fait intervenir deux personnages inédits, Calico (キャリコ, Kyariko) et Norinco (ノリンコ, Norinko).

### Film
Durant plusieurs années, James Cameron exprime son désir d'adapter le manga, dont il a acquis les droits en 2003, mais les quatre suites d'Avatar en production ne lui permettent pas de se consacrer au projet. Robert Rodriguez est choisi en mai 2016 pour en assurer la réalisation sur un script de Laeta Kalogridis, et Cameron en devient producteur en compagnie de Jon Landau. Le rôle de Gally, nommée Alita en version anglaise, est interprété par Rosa Salazar.
Alita: Battle Angel sort en février 2019.

### Artbook
Un artbook intitulé Ars Magna, comprenant des visuels des différentes époques de Gunnm, sort le 20 mai 2015 au Japon  (ISBN 978-4-06-364970-3) et le 16 novembre 2016 en France.